# خالد بن جعفر
خَالِدُ بنُ جَعفَرِ بنِ كِلابِ بنِ رَبِيعَةَ العامِرِي (توفي نحو 20 ق هـ الموافق 573 م) فارس وشاعر جاهلي، وسيد قومه، وهو الّذي قتل زهير بن جذيمة العبسي، وله فيه أبيات:
مات جِوَارَ الأسود بن المنذر على يد الحارث بن ظالم المري.

## نسبه
هو خالِدُ بنُ جَعفَرِ بنِ كِلابِ بنِ رَبِيعَةَ بنِ عامِرِ بنِ صَعصَعَةَ بنِ مُعاوِيَةَ بنِ بَكرِ بنِ هَوازِنِ بنِ مَنصُورِ بنِ عِكرِمَةَ بنِ خَصفَةَ بن قَيسِ عَيلانَ بنِ مُضَرَ بنِ نِزارِ بن مَعَدِّ بنِ عَدنان الكِلابيُِّ العامِرِيُّ الهَوازِنِيُّ القَيسِيُّ المُضَرِيُّ المَعَدِّيُّ العَدنانِيُّ من ولد إسماعِيلَ بنِ إبراهِيمَ الخَلِيلِ عليهما السلام

## ذريته
لِخَالِدٍ عَقِبٌ يُنْسَبُوْنَ إِلَيْهِ، وهم بطن من عامر بن صعصعة. وَعَرَّفَهُ ابْنُ حَزْمٍ بخالد الأصبغ، وذكر بنيه ثم قال: ومن ولده أربد بن قيس بن جزء بن خالد الأصبغ، أخو لبيد الشاعر لأمّه، وهو الّذي أراد قتل رسول الله مع عامر بن الطفيل، وقتل بصاعقة.

## آثاره
مِنْ خُطبته لكسرى الثاني:
قال له كسرى: نطقت بعقل، وسموت بفضل، وعلوت بنبل.

## مقتله
قتله الحارث بن ظالم المري بمكان يسمى (بطن عاقل) على طريق حاجّ البصرة، بين رامتين وإمرة.
 فتك به وقتله غدرًا في دار النعمان بن منذر وفر إلى قومه من غطفان فهابوا شر بني عامر فلم يحموه،
وفي مقتل خالد بن جعفر يقول عبد الله بن جعدة العامري:
وصدق الجعدي، لقد ثارت بسبب مقتل خالد حروب هائلة ووقعت وقائع طاحنة وأستعرت نيران اندلع لسانها في جزيرة العرب وتطاير شرارها على الشعبين القحطاني و العدناني واصطلى برهجها المتأجج قبائل تميم وضبة وغطفان وأسد وكندة وكلب ولخم وقبائل اليمن وغيرها وقتل فيها أعلام العرب وساداتهم، وقُتل معبد ولقيط ابناء زرارة بن عدس وُأسر حاجب بن زرارة، وأسُر عمرو بن عمرو التميمي، وأُسر وسنان بن أبي حارثة المري، وأُسر فارس بني تميم عتيبة بن الحارث التميمي، وأُسر الملك حسان بن الجون الكندي، وقُتل الملك معاوية بن الجون الكندي، وقُتل منقذ بن طريف الأسدي، وأُسر مالك بن ربعي بن جندل التميمي، وغير هؤلاء من سروات العرب، وما أحسن الثأر إن وجد له ثائرًا موتورًا وطالبًا لا ينام على وتر.
وقتل الحارث بن ظالم بعد أن نبذته غطفان بعد أن هابوا شر بني عامر ولم يحمونه فأخذ يهيم في البلاد وضاقت في وجهه الدنيا ولم يجد أحدا يأويه أو يجيره من العرب بعد أن قُتلوا من أجاروه.